# Nikita Glasnović
Nikita Glasnović (Malmö, 17 de enero de 1995) es una deportista sueca que compitió en taekwondo.
En los Juegos Europeos de Bakú 2015 consiguió una medalla de bronce en la categoría de –57 kg. Ganó una medalla de bronce en el Campeonato Mundial de Taekwondo de 2017 y dos medallas en el Campeonato Europeo de Taekwondo, plata en 2016 y bronce en 2014.
Participó en los Juegos Olímpicos de Río de Janeiro 2016, ocupando el quinto lugar en la categoría de –57 kg.

## Palmarés internacional
| Campeonato Mundial | Campeonato Mundial   | Campeonato Mundial | Campeonato Mundial |
| Año                | Lugar                | Medalla            | Categoría          |
| ------------------ | -------------------- | ------------------ | ------------------ |
| 2017               | Muju (Corea del Sur) | Medalla de bronce  | –57 kg             |
| Juegos Europeos    |                      |                    |                    |
| Año                | Lugar                | Medalla            | Categoría          |
| 2015               | Bakú (Azerbaiyán)    | Medalla de bronce  | –57 kg             |
| Campeonato Europeo |                      |                    |                    |
| Año                | Lugar                | Medalla            | Categoría          |
| 2014               | Bakú (Azerbaiyán)    | Medalla de bronce  | –57 kg             |
| 2016               | Montreux (Suiza)     | Medalla de plata   | –57 kg             |